# Голяма ани
Голямата ани (Crotophaga major) е вид птица от семейство Кукувицови (Cuculidae).

## Разпространение
Видът е разпространен в Аржентина, Боливия, Бразилия, Венецуела, Гвиана, Еквадор, Колумбия, Панама, Парагвай, Перу, Суринам, Тринидад и Тобаго, Уругвай и Френска Гвиана.